# 小濱啓次
小濱啓次（こはま あきつぐ、1938年‐　）は、日本の医師、川崎医科大学名誉教授。
兵庫県生まれ。1964年奈良県立医科大学卒、1969年大阪大学大学院医学研究科麻酔学修了、医学博士(大阪大学)。ユタ大学フェローをへて、1975年川崎医科大学助教授、77年教授。2004年名誉教授、川崎医療福祉大学教授。ドクターヘリの活用で知られる。2021年、瑞宝小綬章受章。

## 著書
- 『心肺蘇生法の実際 心停止、呼吸停止における緊急処置』へるす出版 1981
- 『呼吸不全』中外医学社 救急治療シリーズ 1984
- 『救急医学教育 その理論と実践』へるす出版 1995
- 『ドクターヘリ 救急医療とヘリコプター:実現への道程・運用の実際・航空医学』へるす出版 2003
- 『あなたは救命されるのか わが国の救急医療の現状と問題解決策を考える』へるす出版新書 2009
- 『救急医療40年 救急医学・救急医療改革への道程 零からの出発-回顧と将来への展望』へるす出版 2011
- 『死とは何か、いかなる死をいつ求めるのか』文藝春秋企画出版部 2012

### 共編著・監修
- 『救急疾患の早期診断と初期治療』編集 柴田進等執筆 新興医学出版社 1977
- 『救急医学』共著 金芳堂 1982
- 『救急マニュアル 救急初療から救命処置まで』編著 医学書院 1983
- 『ナーシング・マニュアル 第19巻 臨床看護技術編　救急ケアマニュアル』増本靖子,木戸訓一共責任編集 学習研究社 1987
- 『症状を中心とした救急診療ハンドブック』編著 中外医学社 1987
- 『アウトドア救急ハンドブック』監修 小学館 1994
- 『ニュー・アウトドア救急ハンドブック』監修 小学館 2001
- 『CPRインストラクターズガイド 第2版』監修 山本保博編 医学書院 2003
- 『ドクターヘリ導入と運用のガイドブック』日本航空医療学会監修 杉山貢,西川渉共編著 メディカルサイエンス社 2007
- 『救急医療改革 役割分担、連携、集約化と分散』編著 東京法令出版 2008
- 『フライトナース実践ガイド』日本航空医療学会監修 杉山貢,坂田久美子共編 へるす出版 2008
- 『新しい救急医療体制の構築 救急医療体制改善のための提言』編著 へるす出版 2009
- 『生死学〈臨床死生学〉 医療・福祉現場における生から死への医学』編著 へるす出版 2013
- 『病院前救急医学』編著 へるす出版 2014

### 翻訳
- John Mills [ほか]編『全科救急診療指針』共訳 金芳堂 1985

## 論文
- <小浜啓次